# Reusel-De Mierden
Reusel-De Mierden (anhörenⓘ) ist eine Gemeinde in den Kempen in der niederländischen Provinz Noord-Brabant.

## Ortsteile
Ortsteile sind Hooge Mierde, Hulsel, Lage Mierde und Reusel (Rathaus).

## Politik
Die Lokalpartei Samenwerking Reusel-De Mierden gewann die Kommunalwahl im Jahr 2022 mit mehr als der Hälfte aller Stimmen und bildete bereits in der Legislaturperiode 2018–2022 eine Koalition mit der VVD.

### Gemeinderat
Der Gemeinderat wird seit der Gründung von Reusel-De Mierden folgendermaßen gebildet:
| Partei                                | Sitze | Sitze | Sitze | Sitze | Sitze | Sitze | Sitze | Sitze |
| Partei                                | 1996  | 1999  | 2002  | 2006  | 2010  | 2014  | 2018  | 2022  |
| ------------------------------------- | ----- | ----- | ----- | ----- | ----- | ----- | ----- | ----- |
| Samenwerking Reusel-De Mierden        | 4     | 2     | 4     | 5     | 4     | 6     | 8     | 8     |
| CDA                                   | 5     | 5     | 3     | 4     | 4     | 4     | 3     | 3     |
| VVD                                   | 2     | 1     | 2     | 2     | 4     | 3     | 2     | 2     |
| PvdA                                  | 2     | 2     | 2     | 4     | 3     | 2     | 2     | 1     |
| D66                                   | –     | –     | –     | –     | –     | –     | –     | 1     |
| Verontruste Burgers Reusel-De Mierden | –     | 4     | 4     | –     | –     | –     | –     | –     |
| Leefbare Kernen                       | 2     | 1     | –     | –     | –     | –     | –     | –     |
| Gesamt                                | 15    | 15    | 15    | 15    | 15    | 15    | 15    | 15    |

### College van B&W
Die Koalitionspartei Samenwerking Reusel-De Mierden ist mit zwei Beigeordneten im College van burgemeester en wethouders (deutsch „Kollegium von Bürgermeister und Beigeordneten“) zugegen. Die Fraktion der VVD steuert dem Kollegium einen Beigeordneten bei. Folgende Personen gehören zum Kollegium:
| Funktion         | Name                 | Partei                         | Anmerkung                                  |
| ---------------- | -------------------- | ------------------------------ | ------------------------------------------ |
| Bürgermeisterin  | Annemieke van de Ven | CDA                            | seit dem 10. Dezember 2019 im Amt          |
| Beigeordnete     | Peter van de Noort   | Samenwerking Reusel-De Mierden | erster Stellvertreter der Bürgermeisterin  |
| Beigeordnete     | Frank Rombouts       | VVD                            | zweiter Stellvertreter der Bürgermeisterin |
| Beigeordnete     | Maarten Maas         | Samenwerking Reusel-De Mierden | dritter Stellvertreter der Bürgermeisterin |
| Gemeindesekretär | Rob Brekelmans       | –                              | seit April 2019 im Amt                     |